# Dre Greenlaw
Dre Greenlaw (Fayetteville, Arkansas, 25 de mayo de 1997) es un jugador profesional estadounidense de fútbol americano que se desempeña en la posición de linebacker en Denver Broncos, equipo de la National Football League (NFL).

## Carrera
Fue seleccionado en la quinta ronda en la Reunión Anual de Selección de Jugadores de la NFL de 2019. Hizo su debut profesional con el equipo San Francisco 49ers, donde lleva jugando cinco temporadas.